# Cantando a Bíblia com Alessandra Samadello
Cantando a Bíblia com Alessandra Samadello é um CD infantil da cantora Alessandra Samadello, lançado em 2002, que tem como temática "Do Éden a Isaque" e as músicas foram escritas em linguagem simples e acessível.
Devido a uma boa recepção, tanto por parte do público infantil como adulto, em 2005, foi lançado o DVD equivalente ao primeiro CD da série, sendo agraciados com o Troféu Talento pelo "Melhor DVD infantil" em 2006.

## Faixas

### CD
1. O Dia Em Que Deus Criou O Mundo
2. Brincando de Massinha
3. O Boneco Adão
4. O Descanso de Deus
5. O Dia do Senhor
6. O Encontro Com A Serpente
7. A Primeira Promessa
8. A Primeira Criança
9. O Dilúvio
10. Como Surgiram os Idiomas
11. A Torre de Babel
12. A Promessa a Abraão
13. A Obediência de Isaque

### DVD
1. Um lanche no campo (Diálogo)
2. O Dia Em Que Deus Criou O Mundo
3. Adão e Eva (Diálogo)
4. O Boneco Adão
5. O jardim do Éden (Diálogo)
6. O Encontro Com A Serpente
7. A Primeira Promessa
8. Falando de bebês (Diálogo)
9. A Primeira Criança
10. A chuva está chegando (Diálogo)
11. O Dilúvio
12. O arco-íris (Diálogo)
13. A Torre de Babel
14. A Promessa a Abraão
15. O filho de Abraão (Diálogo)
16. A Obediência de Isaque
17. É hora de ir embora (Diálogo)